# Detroit Shock
Les Detroit Shock són un equip de bàsquet femení estatunidenc de la WNBA amb base a Detroit, Michigan. Van debutar el 1998, gràcies a l'expansió de la lliga aquell any. L'equip és germà de l'equip masculí de la mateixa ciutat, els Detroit Pistons. En l'actualitat està entrenat per la llegenda d'aquest equip, Bill Laimbeer.

## Història
La franquícia es va posar en marxa el 1998, fent-se càrrec de la direcció de l'equip la membre del Saló de la Fama Nancy Lieberman. Van fitxar una barreja de jugadores novelles amb un bon grup de veteranes, però durant els seus primers anys de vida els resultats no van arribar. Tan sols el 1999 van arribar a la primera ronda dels play-off. Tota aquesta trajectòria va canviar quan es va fitxar com a entrenador el llegendari jugador de l'NBA Bill Laimbeer, l'any 2002. Els propietaris de l'equipo van acceptar la idea del nou director tècnic de renovar la plantilla, arribant a predir que serien campiones l'any següent.
I la predicció es va complir. Les Shock es van plantar a la final, on es trobarien a la versió femenina dels Lakers, les Sparks, a les que van derrotar per 2 victòries a 1. El partit decisiu va batre el rècord d'espectadors veient un partit femení, sent seguit per 22.076 persones. Va ser la primera franquícia de la WNBA en passar de l'últim lloc de la lliga al primer en tan sols un any.
El 2005, un altre ex-jugador dels Pistons, Rick Mahorn, va ser contractat com a entrenador assistent d'en Laimbeer. I el 2006 van aconseguir el seu segon anell de campiones, en derrotar a la final les Sacramento Monarchs per 3-2. L'any 2008 es van convertir en el segon equip en aconseguir 3 anells de campiones derrotant a la final per un clar 3-0 les San Antonio Silver Stars.

## Trajectòria
Nota: G: Partits guanyats P:Partits perduts %:percentatge de victòries
| Temporada | G  | P  | %    | Play-off                  |
| --------- | -- | -- | ---- | ------------------------- |
| 1998      | 17 | 13 | .567 |                           |
| 1999      | 15 | 17 | .469 | Perden a la primera ronda |
| 2000      | 14 | 18 | .438 |                           |
| 2001      | 10 | 22 | .313 |                           |
| 2002      | 9  | 23 | .281 |                           |
| 2003      | 25 | 9  | .735 | Campiones de la WNBA      |
| 2004      | 17 | 17 | .500 | Perden a la primera ronda |
| 2005      | 16 | 18 | .471 | Perden a la primera ronda |
| 2006      | 23 | 11 | .676 | Campiones de la WNBA      |
| 2007      | 24 | 10 | .706 | Perden a la Final         |
| 2008      | 22 | 12 | .593 | Campiones de la WNBA      |